# 空の下の相関図
「空の下の相関図」（そらのしたのそうかんず）は、いとうかなこの19枚目のシングル。2012年7月25日に5pb.Recordsから発売された。

## 概要
前作「非線形ジェニアック」から2ヶ月でのリリースとなる2012年2作目のシングル。表題曲「空の下の相関図」は、PS3、Xbox 360用ゲーム『ROBOTICS;NOTES』のエンディングテーマに起用された。なおディスクジャケットにはキャラクターデザイナー福田知則による愛理のイラストがプリントされている。

## 収録曲
1. 空の下の相関図 [4:37]
作詞・作曲：志倉千代丸、編曲：オオバコウスケ
  - PS3、Xbox 360用ゲーム『ROBOTICS;NOTES』エンディングテーマ

いとう曰く「爽やかな、未来を見据えた青春ソング」で、レコーディングの際は少年を想わせるようなトーンで歌ったことも明かしている[1]。
2. zero hour [4:18]
作詞：いとうかなこ、作曲・編曲：磯江俊道
歌詞はロボが登場するシーンをイメージして書かれた[1]。
3. 空の下の相関図 （off vocal）
4. zero hour（off vocal）